# Dasyhelea paragrata
Dasyhelea paragrata är en tvåvingeart som beskrevs av Remm 1972. Dasyhelea paragrata ingår i släktet Dasyhelea och familjen svidknott. Inga underarter finns listade i Catalogue of Life.